# Сатані камурдж
Сатані камурдж (дослівний переклад з вірменської — «Сатанинський міст») — природний міст, що утворився над ущелиною річки Воротан, в марзі (області) Сюнік, Вірменія.
Після Горісу, за кілька кілометрів до річки Воротан, дорога роздвоюється. Головна перетинає річку і йде далі на південь, другорядна повертає на захід до монастиря Татев.
Спочатку вона йде через могутній ліс, де зелені крони старих дубів, грабів, тисів і каштанів нагадують мандрівникові про те, що Зангезур недарма вважається лісовим краєм у Вірменії. Потім шосе вилітає на край велетенського обриву, під яким 500 м нижче реве Воротан. Накручуючи немислимі серпантини, дорога спускається вниз і виходить до знаменитого Чортового мосту.

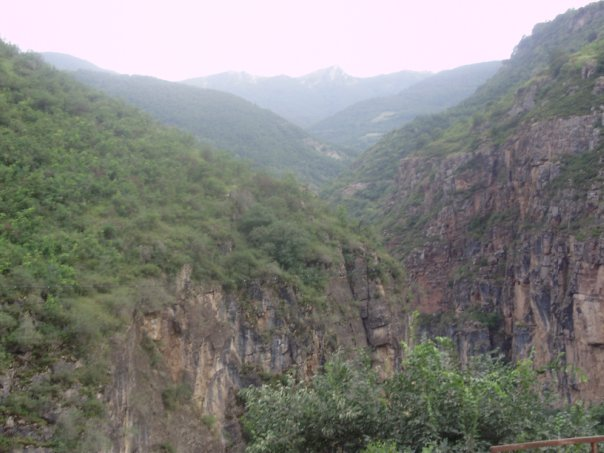
Вигляд у безодню.

Мінеральна вода, що ллється з джерел в тріщинах скель, пофарбувала стіни каньйону в рожеві і жовто-зелені кольори. За багато століть вапняні відкладення цілющих ключів — травертини — перекинулися з одного берега на інший, утворивши могутню кам'яну арку над річкою довжиною 100 і шириною 40 м.

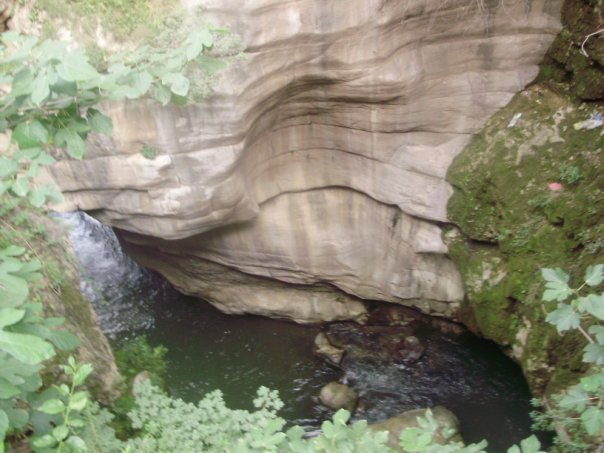
Вигляд з мосту

По краях мосту до води звисали величезні бурульки-сталактити химерних форм, зі скельних уступів зриваються вниз водоспадні каскади найчистішого нарзану. У деяких місцях під виходами теплих джерел утворилися природні ванни, де можна приймати лікувальні процедури, а простір під мостом нагадує величезну сталактитову печеру. Тут варто вийти з машини — випити нарзану, прийняти ванну, нарешті, оглянути розташований поруч Татевський Анапат.